# Krankheit der Jugend
Krankheit der Jugend ist ein Theaterstück des Dramatikers Ferdinand Bruckner aus dem Jahr 1926. Im Mittelpunkt des Stückes steht eine Gruppe von Studenten, die sich, desillusioniert und ohne Hoffnung auf Perspektiven, in sexuelle Abenteuer, in Drogenrausch und Kriminalität flüchtet. Zur Entstehungszeit war das Stück umstritten; heute gilt es als moderner Klassiker.

## Handlung
Die Medizinstudentin Marie bereitet ihr Zimmer für die Promotionsfeier vor. Ihre Zimmernachbarin Desiree versucht, mit ihr eine zärtliche Beziehung anzuknüpfen. Marie, die den Dichter Petrell liebt und ihn finanziell unterhält, weist Desirees Annäherung zurück.
Der verkrachte Student Freder, ein früherer Geliebter von Desiree, verführt das Zimmermädchen Lucy, stiftet sie zum Diebstahl an und schickt sie schließlich auf den Strich. Maries Freund Petrell macht der ehrgeizigen Studentin Irene den Hof, was Freder prompt Marie hinterbringt. Marie ist verzweifelt und sucht Trost bei Desiree. Schon wenige Tage später ist die Beziehung zwischen Marie und Desiree in einer schweren Krise. Erst als Desiree damit droht, ebenfalls auf den Strich zu gehen, versöhnen sie sich. Desiree hat jedoch jede Lebenskraft verloren; sie nimmt sich mit Veronal, das ihr Freder besorgt hat, das Leben. Auch Marie sieht keine lebenswerte Perspektive mehr. Sie provoziert den betrunkenen Freder bis zum Äußersten, damit er sie ermordet.

## Entstehungsgeschichte
Das Stück entstand 1925. Uraufgeführt wurde es 1926 an zwei aufeinanderfolgenden Tagen an den Hamburger Kammerspielen in der Regie von Mirjam Ziegel-Horwitz und am Lobe-Theater Breslau (Regie: Paul Barney). In Breslau trug das Stück den Titel Tragödie der Jugend und wurde mit einem abgemilderten Schluss gespielt, der von Bruckner selbst stammt. Statt Marie umzubringen, zwingt Freder sie zur Nüchternheit und eröffnet ihr eine gemeinsame Zukunft, da sie ein „vorbildliches Paar“ wären: „Es wird weiter gelebt, so oder so. (...) Im richtigen Moment verbürgerlichen. Mit Bewußtsein.“
Den entscheidenden Durchbruch für das Stück brachte jedoch erst die Berliner Premiere am 26. April 1928 im Renaissance-Theater in der Regie von Gustav Hartung.
Bruckner wurde mit Krankheit der Jugend, seinem dramatischen Erstling, schlagartig berühmt. Zu jenem Zeitpunkt wusste jedoch niemand, dass sich hinter dem Namen des Autors der Berliner Theaterleiter Theodor Tagger verbarg. 1922 hatte Tagger das Renaissance-Theater gegründet und spielte vorzugsweise Gegenwarts-Autoren – mit Ausnahme der Stücke seines alter egos Ferdinand Bruckner. Erst fünf Jahre später lüftete Tagger das Geheimnis seiner Identität. 1928, als Krankheit der Jugend auf die Bühne des Renaissance-Theaters kam, hatte er die Leitung schon abgegeben.
Die Aufnahme des Stückes war in den ersten Jahren äußerst kontrovers. Kurt Pinthus lobte das Stück 1928: „So ist doch niemals der Versuch gemacht worden, alle Qual unserer Jugend in derart vielen Variationen, derart gedrängt, derart überlegen aus einem einzigen Motiv zu entwickeln.“ Der Theaterkritiker Herbert Ihering hingegen warf Bruckner vor, ihn interessiere lediglich „die pathologische Ausnahme“, nicht die „typische“ Jugend. Die noch expressionistisch beeinflusste Schilderung der Perspektivlosigkeit der Jugend wurde auch wegen ihrer offenen Behandlung des Themas Sexualität skandalisiert. Bruckners Stück wurde in der Tradition von Wedekinds Frühlings Erwachen gesehen: „Die von Wedekind eingeleitete Geschlechterverwirrung wird hier auf das Tempo des Kurfürstendamms gebracht. Das Literaturbordell feiert seinen Bühnentriumph.“
Trotz der Kritik traf Bruckners Stück ganz zweifellos einen Nerv der Nachkriegsjugend, die verzweifelt nach Perspektiven suchte und diese oft nur im Rückzug ins Private, im Rausch und im Zynismus fand. Anders als etwa in Arnolt Bronnens Stück Vatermord (1922) geht es bei Bruckner nicht mehr um einen Generationenkonflikt. Die Generation der Väter und Mütter spielt im Stück und für die Figuren keine Rolle mehr – weder als Orientierungsgröße noch als Feindbild, von dem man sich emanzipieren müsse. 
Auch in anderer Hinsicht ist das Figuren-Ensemble vollkommen isoliert und auf sich verwiesen: der Schauplatz des Stückes, die Wiener Studenten-Pension, wird während der Handlung nie verlassen. Alle anderen Orte, auf die Bezug genommen wird, bleiben unkonkret – bzw. (wie im Falle Lucys, die auf die Straße geht) bedeuten sie den totalen sozialen Abstieg. Die Figuren haben keinen Bezugspunkt außerhalb ihrer Selbst – von einer gesellschaftlichen Vision oder gar Utopie ganz zu schweigen. So wird aus Fleiß Selbstbetäubung, aus Lebenszielen wird Karrierismus und aus Hellsichtigkeit Zynismus. Als einzige Bewegungsmöglichkeit bleibt den Figuren das „Beziehungskarussell, das sich ewig dreht und aus dem es nur einen Ausstieg gibt: den Tod. Die Gesellschaft, die ihnen keine lebbare Alternative zur 'Verbürgerlichung' bietet, spielt buchstäblich keine Rolle mehr.“
Nach dem Zweiten Weltkrieg vereinigte der Autor das Stück mit Die Verbrecher (uraufgeführt 1928) und Die Rassen (uraufgeführt 1933) zum Zyklus Jugend zweier Kriege.

## Bedeutende Inszenierungen
- 1968 spielten Rainer Werner Fassbinder, Irm Hermann und Rudolf Waldemar Brem die Hauptrollen am Action-Theater, dem Vorgänger des kurze Zeit später begründeten legendären Antiteaters. Regie führte Jean-Marie Straub.
- 1991 verlegte Konstanze Lauterbach in einer Aufführung am Leipziger Schauspiel das Stück in ein poetisch-surreales Ambiente und reflektierte die Themen Lebensüberdruss, Sehnsucht nach Idealen und Zynismus als gegenwärtiges Zeitgefühl.[7]
- Die 2006 am Deutschen Nationaltheater Weimar erschienene Inszenierung von Tilmann Köhler wurde 2007 zum Berliner Theatertreffen eingeladen.

## Filmische Umsetzungen
An der Filmakademie Wien entstand 2007, unter der Leitung von Michael Haneke, eine Verfilmung des gleichnamigen Stoffes. Die filmische Umsetzung des Stoffes wurde erstmals am 21. Juni 2007 im Wiener Gartenbaukino gezeigt.
An der Filmuniversität Babelsberg Konrad Wolf entstand 2009 unter der Regie von Dieter Berner eine 90-minütige Verfilmung des gleichnamigen Stoffes, der von den Schauspielern durch Improvisationen aktualisiert und in die Gegenwart transferiert wurde. Hilde Berger verfasste nach Vorgaben der Schauspieler das Drehbuch. Es spielten unter anderem Florens Schmidt, Matthias Weidenhöfer, Alina Levshin und Stella Hilb in den Hauptrollen. Uraufgeführt wurde der Film bei den Hofer Filmtagen im Oktober 2010. Die TV-Erstausstrahlung war am 13. Dezember 2010 auf ARTE.

### Ausgaben (Auswahl)
- Ferdinand Bruckner: Werke, Tagebücher, Briefe. Wissenschaftliche Ausgabe / Schauspiele 1: 1920 oder Die Komödie vom Untergang der Welt. Ein Zyklus (Harry. Anette) / Krankheit der Jugend / Die Verbrecher. Hrsg. von Joaquín Moreno und Hans G. Roloff. Weidler Buchverlag Berlin 2003. ISBN 3-896-93205-5
- Ferdinand Bruckner: Dramen. Hrsg. von Hansjörg Schneider. Verlag Volk und Welt Berlin 1990, ISBN 3-353-00651-6

### Sekundärliteratur (Auswahl)
- Christiane Lehfeldt: Der Dramatiker Ferdinand Bruckner. Kümmerle, Göppingen 1975
- Doris Engelhardt: Ferdinand Bruckner als Krititer seiner Zeit: Standortsuche eines Autors. Aachen, Techn. Hochschule, Diss., 1984.
- Ingrid Reul: Aktualität und Tradition: Studien zu Ferdinand Bruckners Werk bis 1930. Kovač, Hamburg 1999, ISBN 3-86064-966-3
- Günther Rühle (Hrsg.): Theater für die Republik: 1917 - 1933 im Spiegel der Kritik. Fischer, Frankfurt am Main 1967.